# Tuvia Rübner

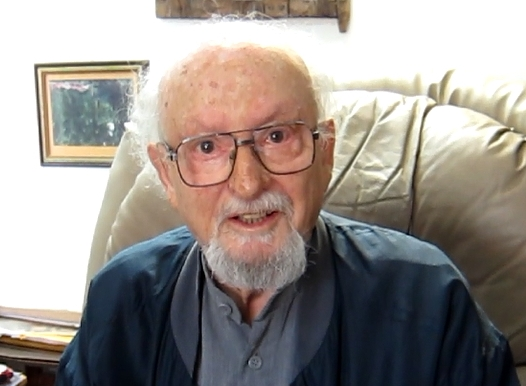
Tuvia Rübner (2012)

Tuvia Rübner (geboren als Kurt Erich Rübner am 30. Januar 1924 in Bratislava, Tschechoslowakei; gestorben am 29. Juli 2019 bei Afula), in Israel Tuviya Rübner (טוביה ריבנר), war ein hebräisch- und deutschsprachiger israelischer Lyriker, Literaturwissenschaftler und literarischer Übersetzer, der 1941 nach Palästina emigrieren musste. Er lebte seither im Kibbuz Merchawia bei Afula.

## Leben
Tuvia Rübner wuchs in einer deutschsprachigen jüdischen Familie in Preßburg auf. Nachdem seine Eltern und seine Schwester nach Polen deportiert worden waren, konnte er 1941 im letzten Augenblick mit einer Gruppe von zehn Freunden aus dem Jugendbund Hashomer Hatzair nach Palästina auswandern. Seine Angehörigen wurden 1942 im KZ Auschwitz-Birkenau ermordet. Im Kibbuz Merchawia war er zunächst Schafhirte und arbeitete im Weinberg oder auf dem Feld. Er heiratete 1944; 1949 kam seine Tochter Miriam zur Welt. Kurz darauf starb seine Frau Ada bei einem schweren Busunglück, das Tuvia Rübner schwer verletzt überlebte. Er konnte keine körperlichen Arbeiten mehr verrichten und wurde deshalb Bibliothekar und Literaturlehrer an der Mittelschule im Kibbuz. Ohne spezielle akademische Ausbildung wurde er später Lehrer an einem Lehrerseminar und Universitätsprofessor. Seine zweite Frau Galila Jisreeli, von Beruf Konzertpianistin, lernte er 1953 kennen; mit ihr hatte er zwei Söhne, Idan und Moran.
Als Abgesandter der Jewish Agency ging Rübner von 1963 bis 1966 nach Zürich; an der dortigen Universität hörte er Vorlesungen von Emil Staiger und Wolfgang Binder.
Früh lernte er den Literaturwissenschaftler Werner Kraft kennen, der ihn förderte und in seiner Laufbahn als Schriftsteller und Literaturwissenschaftler ermutigte. Auch Ludwig Strauß war ein Förderer und wurde zum Freund. Rübner war bis zu seiner Emeritierung 1992 Professor für Vergleichende Literaturwissenschaft an der Universität Haifa.

## Werk
Gleich nach seiner Ankunft im Kibbuz Merchawia begann Tuvia Rübner Gedichte zu schreiben, bis 1954 in deutscher Sprache. Er verarbeitete mit ihnen die Erfahrungen des Verlusts seiner Familie und die Erlebnisse im neuen Land. Seit 1953 schrieb er seine Gedichte in Ivrit; sieben Gedichtbände erschienen seit 1957, aus denen Christoph Meckel und Efrat Gal-Ed eine Auswahl übersetzten. Diese Zusammenstellung kam 1990 unter dem Titel Wüstenginster in Deutschland heraus.
Rübner übersetzte zahlreiche Werke nicht nur aus dem Deutschen ins Hebräische, unter anderem von Goethe, Franz Kafka, Paul Celan, sondern auch aus dem Hebräischen ins Deutsche, unter anderem literarische Texte von Samuel Joseph Agnon und Dan Pagis. Er übersetzte auch eigene Gedichte aus dem Deutschen ins Hebräische und aus dem Hebräischen ins Deutsche.
Seit seiner Emeritierung schrieb Rübner wieder Gedichte in deutscher Sprache (Stein will fließen, Von Luft zu Luft, Wer hält diese Eile aus, Lichtschatten). Seine früheren Gedichte liegen in deutscher Sprache vor und sind in den Bänden Rauchvögel und Zypressenlicht enthalten.

## Auszeichnungen
Die Deutsche Akademie für Sprache und Dichtung und die Mainzer Akademie der Wissenschaften und der Literatur nahmen Rübner als korrespondierendes Mitglied auf. Er erhielt unter anderem den Zürcher Steinberg-Preis, den Christian-Wagner-Preis (1994), den Jeanette Schocken Preis (1999), für seine Übersetzung von Agnons Roman Schira den Paul-Celan-Preis (1999), den Ján-Smrek-Preis (Bratislava, 2002), den Israel-Preis für Literatur (2008) und den Theodor-Kramer-Preis (2008). Als Brückenbauer zwischen den Kulturen, Sprachen und Literaturen, heißt es in der Begründung der Jury, wurde Tuvia Rübner im Jahr 2012 der Literaturpreis der Konrad-Adenauer-Stiftung zuerkannt.

## Deutschsprachige Veröffentlichungen (Auswahl)
- Ein langes kurzes Leben. Von Preßburg nach Merchavia. Rimbaud, Aachen 2004. ISBN 978-3-89086-413-6 (Biographische Erinnerungen).
- Erzählen an der Grenze. Bemerkungen zu zwei jüdischen Erzählern: Agnon und Kafka. In: Samuel Joseph Agnon: Der Vorabend. Christian-Wagner-Gesellschaft, Warmbronn 2004, ISBN 3-932843-52-5.

### Gedichte
- Wüstenginster. Gedichte. 1990, ISBN 978-3-89086-786-1.
- Granatapfel. Frühe Gedichte. 1995, ISBN 978-3-89086-855-4.
- Ausgewählte Gedichte 1957–1997.
  - Bd. 1: Rauchvögel. 1998, ISBN 978-3-89086-835-6.
  - Bd. 2: Zypressenlicht. 2000, ISBN 978-3-89086-753-3.
- Stein will fließen. Gedichte. 1999, ISBN 978-3-89086-791-5.
- Von Luft zu Luft. Gedichte. 2003, ISBN 3-932843-47-9.
- Wer hält diese Eile aus? Gedichte. 2007, ISBN 978-3-89086-560-7.
- Spätes Lob der Schönheit. Gedichte. 2010, ISBN 978-3-89086-511-9.
- Lichtschatten. Gedichte. 2011, ISBN 978-3-89086-482-2.
- Wunderbarer Wahn. Gedichte. 2014, ISBN 978-3-89086-415-0.
- Im halben Licht. Gedichte. 2016, ISBN 978-3-89086-358-0.

### Übersetzungen (Auswahl)
- Samuel Joseph Agnon: Der Treueschwur. 1965.
- Dan Pagis: Erdichteter Mensch. Gedichte hebräisch-deutsch. 1993.
- Samuel Joseph Agnon: Schira. 1998.
- Samuel Joseph Agnon: Der Vorabend. 2004.
- Milan Richter: Der Engel mit schwarzen Flügeln. 2005.
- Anton Pincas: Diskurs über die Zeit. Gedichte. 2012, ISBN 978-3-938776-30-8.

### Herausgaben
- Mit Dafna Mach: Briefwechsel Martin Buber – Ludwig Strauß 1913–1953. 1990.
- Mit Hans Otto Horch: Ludwig Strauß. Gesammelte Werke. 3 Bde. 1998–2000.